# ديني يوربان
ديني يوربان (بالإنجليزية: Denny Urban)‏ هو لاعب هوكي الجليد أمريكي، ولد في 28 يونيو 1988 في بيتسبرغ في الولايات المتحدة.

## وصلات خارجية
- ديني يوربان على موقع دوري الهوكي الوطني (الإنجليزية)
- ديني يوربان على موقع EliteProspects.com (الإنجليزية)
- ديني يوربان على موقع HockeyDB.com (الإنجليزية)